# Süd- und Mittelamerikanische Beachhandballmeisterschaften 2019
Die Süd- und Mittelamerikanische Beachhandballmeisterschaften 2019, die kontinentalen Meisterschaften der Süd- und mittelamerikanischen Handballkonföderation (SCAHC beziehungsweise COSCABAL), waren die erste Austragung des Wettbewerbs nach der Teilung der Pan-American Team Handball Federation (PATHF) auf Druck der Internationalen Handballföderation (IHF) in zwei Verbände. Die Spiele wurden vom 11. bis 14. Juli am Strand von Barra de Maricá, Rio de Janeiro, Brasilien, ausgetragen.
Die Organisation der Wettkämpfe übernahmen Novo Beach Handball Brasil, die Gemeinde Maricá sowie das Secretaria de Esporte e Lazer com o apoio des brasilianischen Handballverbandes. Es nahmen sechs der ursprünglich sieben Nationen teil, einzig Venezuela zog beide Mannschaften kurzfristig zurück. Alle teilnehmenden Verbände abgesehen von Ecuador nahmen mit Mannschaften beider Geschlechter teil, die Frauen-Nationalmannschaft Ecuadors kam erst drei Jahre später zum Einsatz.

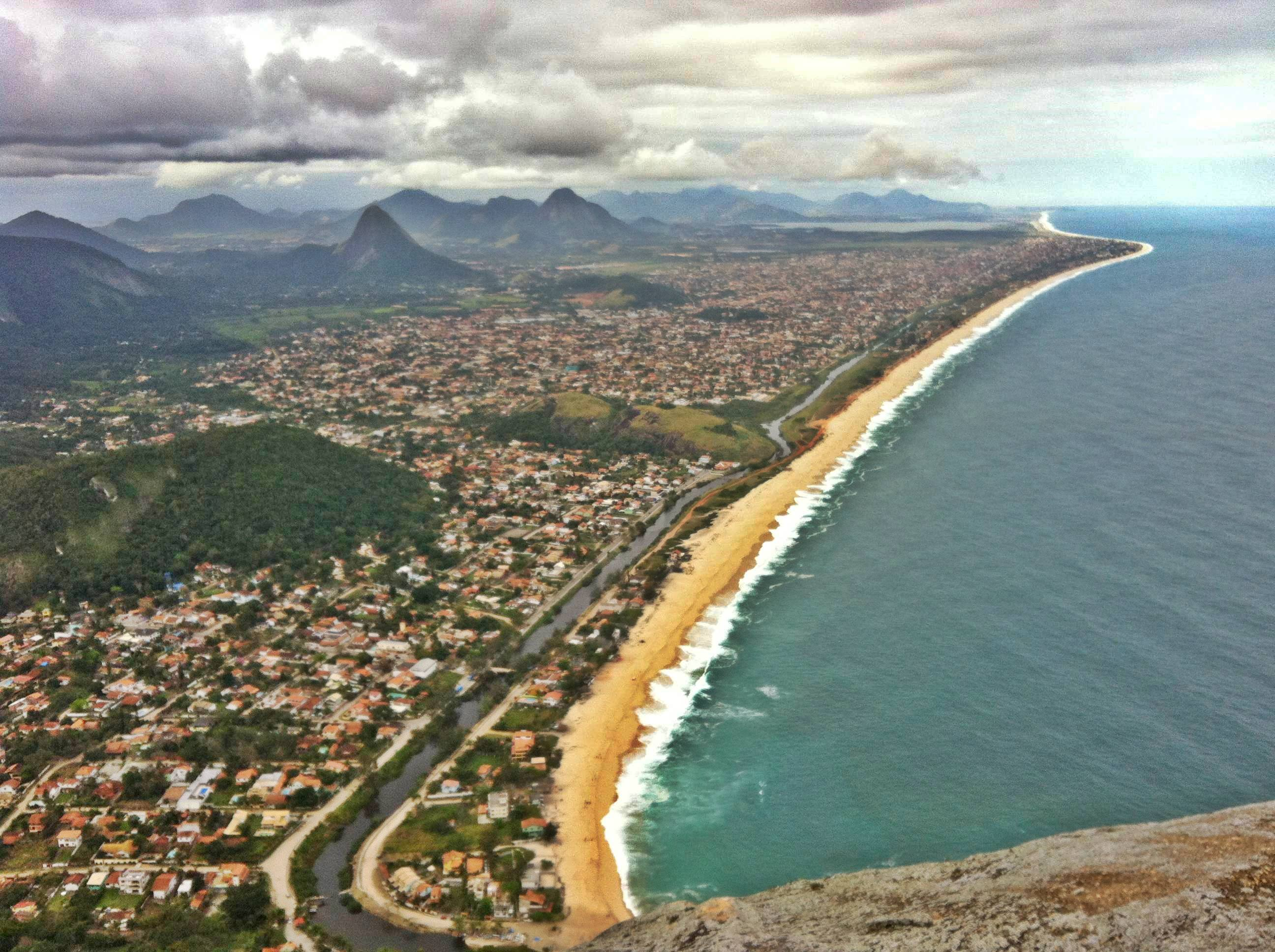
Blick auf den Strand von Maricá

Das Turnier war das Qualifikationsturnier für die World Beach Games in Katar und ursprünglich auch die Qualifikation für die Weltmeisterschaften 2020 im italienischen Pescara. Aufgrund der COVID-19-Pandemie fielen die Weltmeisterschaften jedoch aus. Für die WM qualifizierten sich je Geschlecht ursprünglich die beiden Finalisten, für die World Beach Games beiden Finalisten. Durch den Nichtantritt Venezuelas wurde die Mindestanzahl von jeweils sechs teilnehmenden Mannschaften unterschritten und der Kontinentalverband verlor seine dritten Startplätze. Profitiert hätte davon später die Deutsche Beachhandball-Nationalmannschaft der Männer, die für den frei gewordenen Platz eine Wildcard erhielt. Brasilien konnte bei beiden Geschlechtern der Favoritenrolle gerecht werden und den Titel vor heimischem Publikum gewinnen. Die weiteren Halbfinalisten waren die Mannschaften aus Uruguay, Paraguay und Argentinien, wobei Argentinien mit einmal Silber und einmal Bronze die zweiterfolgreichste Mannschaft war.
Das Turnier wurde in Brasilien vom Sender SporTV übertragen. Die brasilianischen Mannschaften reisten schon eine Woche vor dem Turnierbeginn an und nutzten die Gelegenheit, für den Sport Werbung zu machen. An ihrem ersten Tag veranstalteten sie ein öffentliches Training mit Interessierten, die folgenden Tage besuchten sie mehrere Schulen im Ort.
| Frauen Details | Maricá, Brasilien | Brasilien | 2:0 | Argentinien | Paraguay    | 2:1 | Uruguay  |
| Männer Details | Maricá, Brasilien | Brasilien | 2:0 | Uruguay     | Argentinien | 2:0 | Paraguay |

## Platzierungen der teilnehmenden Nationalmannschaften
| Nation         | Frauen | Männer |
| -------------- | ------ | ------ |
| Argentinien    | 2      | 3      |
| Brasilien      | 1      | 1      |
| Chile          | 5      | 6      |
| Ecuador        | –      | 5      |
| Paraguay       | 3      | 4      |
| Uruguay        | 4      | 2      |
| Venezuela      | X      | X      |
| Teilnehmerzahl | 5 (6)  | 6 (7)  |

| Legende | Legende | Legende | Legende                                                           |
| ------- | ------- | ------- | ----------------------------------------------------------------- |
| 1       | 2       | 3       | Podest-Platzierungen                                              |
| 4       | 4       | 4       | Halbfinalist                                                      |
| X       | X       | X       | Mannschaft zunächst gemeldet, aber nicht angetreten/zurückgezogen |